# Aniene
L'Aniene ou Teverone (en latin : Anio ou Anienus) est une rivière du Latium, en Italie, longue de 99 km ; elle est affluent du Tibre.

## Affluent du Tibre

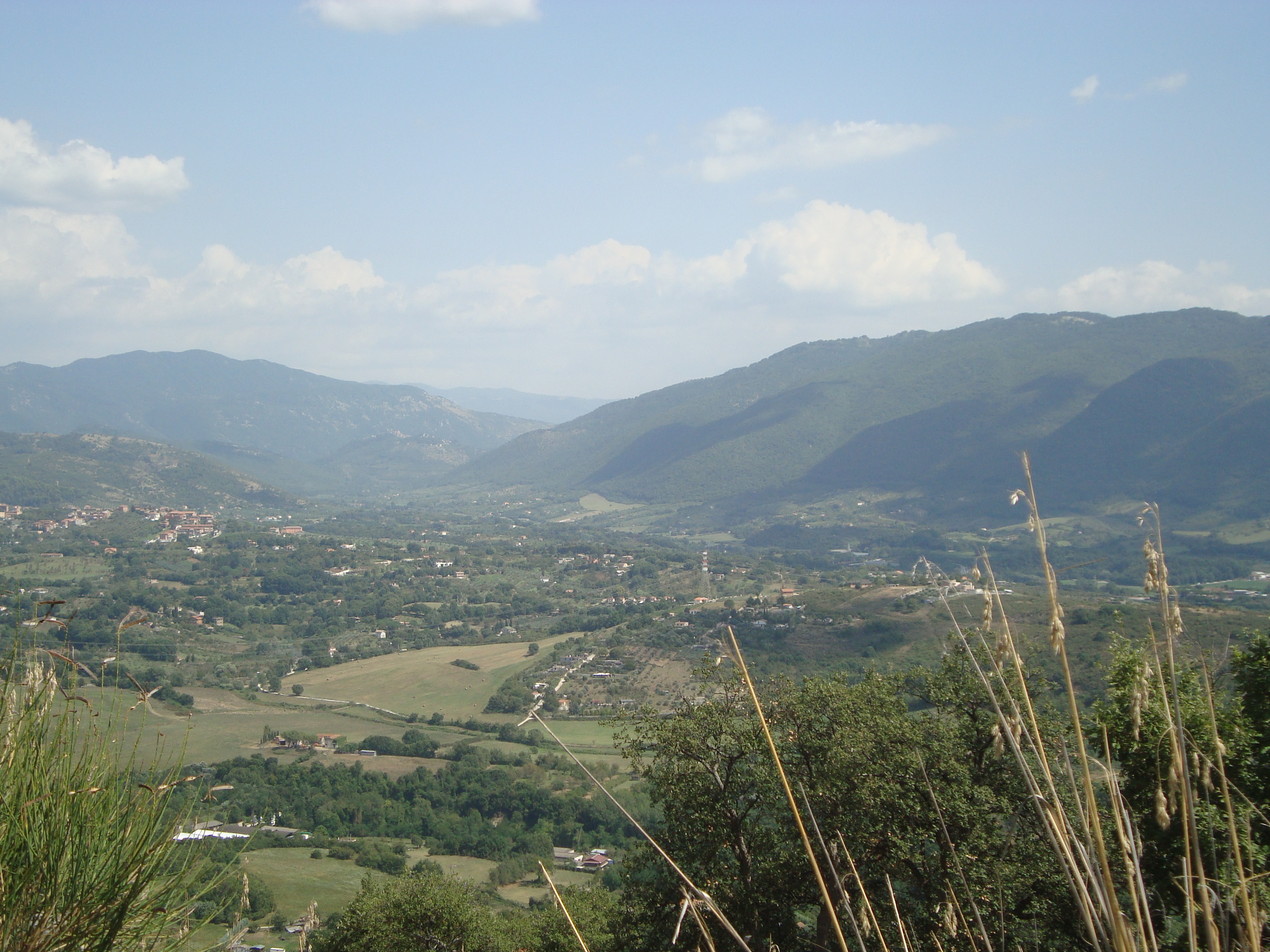
La vallée de l'Aniene au nord de Tivoli avec les monts Prénestiens.

L'Aniene est le principal affluent du Tibre après la Nera. Il prend sa source à Filettino dans la province de Frosinone dans le Latium à une altitude de 1 075 mètres, dans le parc régional naturel des monts Simbruins. Son bassin couvre 1 414 km2. Il se jette dans le Tibre à 6 km environ au nord-est du centre de Rome, peu après le pont Salario, dans le municipio III.

## Aqueducs et fontaines
Ses eaux alimentaient autrefois les aqueducs de l'Anio Vetus et de l'Anio Novus, et aujourd'hui encore les fontaines de la villa d'Este à Tivoli.
Il est franchi au nord-est de Rome par le ponte Nomentano, pont fortifié d'origine romaine, inclus dans un parc réservé aux piétons.

## Histoire
Anio est la forme latine du nom de la rivière, utilisée dans un contexte d'histoire ancienne ; Aniene est la forme italienne dans un contexte géographique moderne. Le nom provient, selon Plutarque, du roi de Toscane Anio qui aurait été précipité dans ses eaux.
Le dictateur Camille battit les Gaulois sur les bords de l'Anio en -367. En 1835, le pape Grégoire XVI fait canaliser et maitriser l'Aniene au niveau de ses importantes cascades situées dans la ville de Tivoli en aménageant son cours avec la construction de la villa Gregoriana.

## Écologie
L'Aniene fait l'objet d'une réserve naturelle.